# Desperate Housewives
Desperate Housewives is een Amerikaanse, met een Emmy en Golden Globe bekroonde televisieserie van ABC over een paar vriendinnen die in een ogenschijnlijk gezapige Amerikaanse buitenwijk wonen. De reeks speelt zich af in Wisteria Lane, een straat in het fictieve Fairview in 'The Eagle State'. De kijker volgt het leven van een groepje vrouwen zoals gezien door de ogen van hun overleden buurvrouw, waarbij stilaan duidelijk wordt dat zich achter iedere deur geheimen, misdaden en mysteries afspelen.
Deze huisvrouwen typeren allemaal een ander type vrouw in de Amerikaanse maatschappij aan het begin van de 21e eeuw. Dit levert een verhaallijn op waarbij alles en iedereen met elkaar te maken krijgt en niets is zoals het op het eerste gezicht lijkt. De stijlelementen van de serie zijn te omschrijven als drama, komedie, mysterie, thriller, klucht, camp, soap en satire.
De serie, die op 3 oktober 2004 bij ABC in première ging, werd uitgezonden in 130 landen en had een wereldwijd publiek van naar schatting 120 miljoen kijkers. Op 5 augustus 2011 besloot ABC dat het 8ste seizoen meteen ook het laatste zou zijn. De laatste aflevering werd uitgezonden op 13 mei 2012.
In België lagen de rechten bij de VRT. Toen de reeks werd uitgezonden op Eén vielen de kijkcijfers tegen. Daarna liep de reeks op Canvas. In Nederland werd de serie op Net5 uitgezonden en vanaf april 2022 uitgezonden door RTL Lounge. In 2016 liep de reeks in België op Vitaya en in 2021 uitgezonden door Fox.  

## Oorsprong
Bedenker Marc Cherry kreeg het idee voor de serie na een gesprek met zijn moeder. Hij probeerde de serie te verkopen aan HBO, FOX, CBS, NBC en Showtime, maar het was ABC dat uiteindelijk toehapte. De serie werd goedgekeurd door Lloyd Braun en Susan Lyne, twee producenten van de zender die naast deze serie ook Lost goedkeurden. Maar omdat het budget voor de eerste aflevering van die serie buiten proportie was, werden de twee ontslagen. De twee programma's zorgden er echter wel voor dat ABC weer meetelde in de Verenigde Staten, na enkele mindere jaren. Naast zijn moeder haalde Marc ook veel inspiratie uit de film American Beauty.
De serie wordt opgenomen in het 'koloniale decor' van Universal Studios, dat vroeger nog gebruikt is voor films als Psycho en series als The Munsters en Malcolm in the Middle (kijk voor meer informatie hierover bij Wisteria Lane).

## Openingsgeneriek
In de intro zijn een aantal oude meesterwerken van de schilderkunst verwerkt, aanvankelijk in hun origineel, nadien overgoten met het sausje van een Wanhopige Huisvrouw. Zo is als eerste Eva van Adam en Eva van Lucas Cranach de Oude te zien. Ook Nefertari, vrouw van farao Ramses II uit het oude Egypte is een wanhopige huisvrouw. Van Jan van Eyck is het Portret van Giovanni Arnolfini en zijn vrouw te zien, waar zij zijn bananenschil opruimt. Bij American Gothic van Grant Wood breekt bij de man een lach door waarna hij wegrent met showdanseressen. Andy Warhols beroemde Campbell's Soup-blik valt uiteindelijk in handen van Robert Dales koppel uit Couple Arguing en Romantic Couple om over te gaan in de vier hoofdrolspeelsters die onder een boom in de Hof van Eden een rode appel vasthouden.
Vanaf seizoen vier is de intro volledig verdwenen: enkel de foto van de vier vrouwen onder de boom bleef behouden.
Het hoofdthema was van de hand van Danny Elfman. De andere muziek in de reeks (de achtergrondmuziek) werd geschreven door Steve Jablonsky.

## Verhaallijnen en afleveringen

### Seizoen 1
Mary Alice Young schiet zichzelf in de eerste minuten van de reeks door het hoofd. Als Lynette, Susan, Gabrielle en Bree een briefje vinden dat impliceert dat Mary Alice in het verleden iets verschrikkelijks heeft gedaan, gaan haar vriendinnen op zoek naar de reden van haar zelfmoord.

### Seizoen 2
Betty Applewhite verhuist midden in de nacht naar Wisteria Lane. Als er rare geluiden uit haar kelder blijken te komen en Betty zich vreemd begint te gedragen, krijgt de buurt argwaan en willen ze weten wie Betty eigenlijk is en waarom ze naar Wisteria Lane is verhuisd.

### Seizoen 3
Orson Hodge is een perfectionist. Als zijn vrouw Alma op een dag verdwijnt, is hij dan ook hoofdverdachte nummer één. Maar als Bree met Orson trouwt en de politie op hun trouwfeest binnenvalt, krijgen haar vriendinnen argwaan en willen ze Bree beschermen tegen die "vreselijke man".

### Seizoen 4
Katherine Mayfair woonde twaalf jaar geleden al eens op Wisteria Lane. Nu komt ze terug om duistere redenen. Ook Katherine heeft een mysterieus verleden, dat alles te maken heeft met haar dochter Dylan.

### Seizoen 5
Edie Britt keert na vijf jaar afwezigheid terug naar Wisteria Lane. Ze is ondertussen getrouwd met Dave Williams, die niet zomaar meekomt met Edie: hij wil zich namelijk wreken op een bewoner van Wisteria Lane...

### Seizoen 6
De familie Bolen verhuist in het begin van dit seizoen naar Wisteria Lane: moeder Angie, vader Nick en zoon Danny hebben enkele geheimen die niemand te weten mag komen. En Wisteria Lane krijgt het bezoek van een seriemoordenaar.

### Seizoen 7
Paul Young keert dit seizoen terug naar Wisteria Lane, en de straat krijgt een nieuwe buurvrouw: Renée Perry (Vanessa Williams).

### Seizoen 8
Wanneer de vrouwen samen een moord verdoezelen, en iemand dit ontdekt, wordt hun vriendschap zwaar op de proef gesteld...

## Rolverdeling

### Bewoners Wisteria Lane

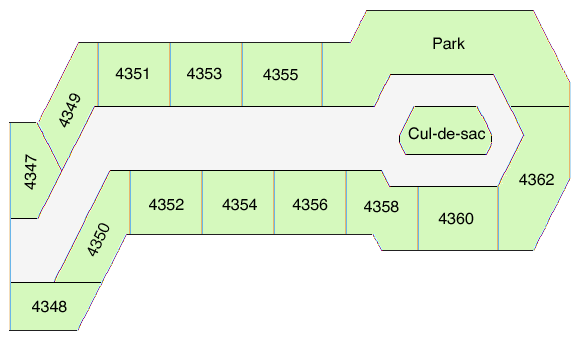
Een schematische voorstelling van de huizen op Wisteria Lane

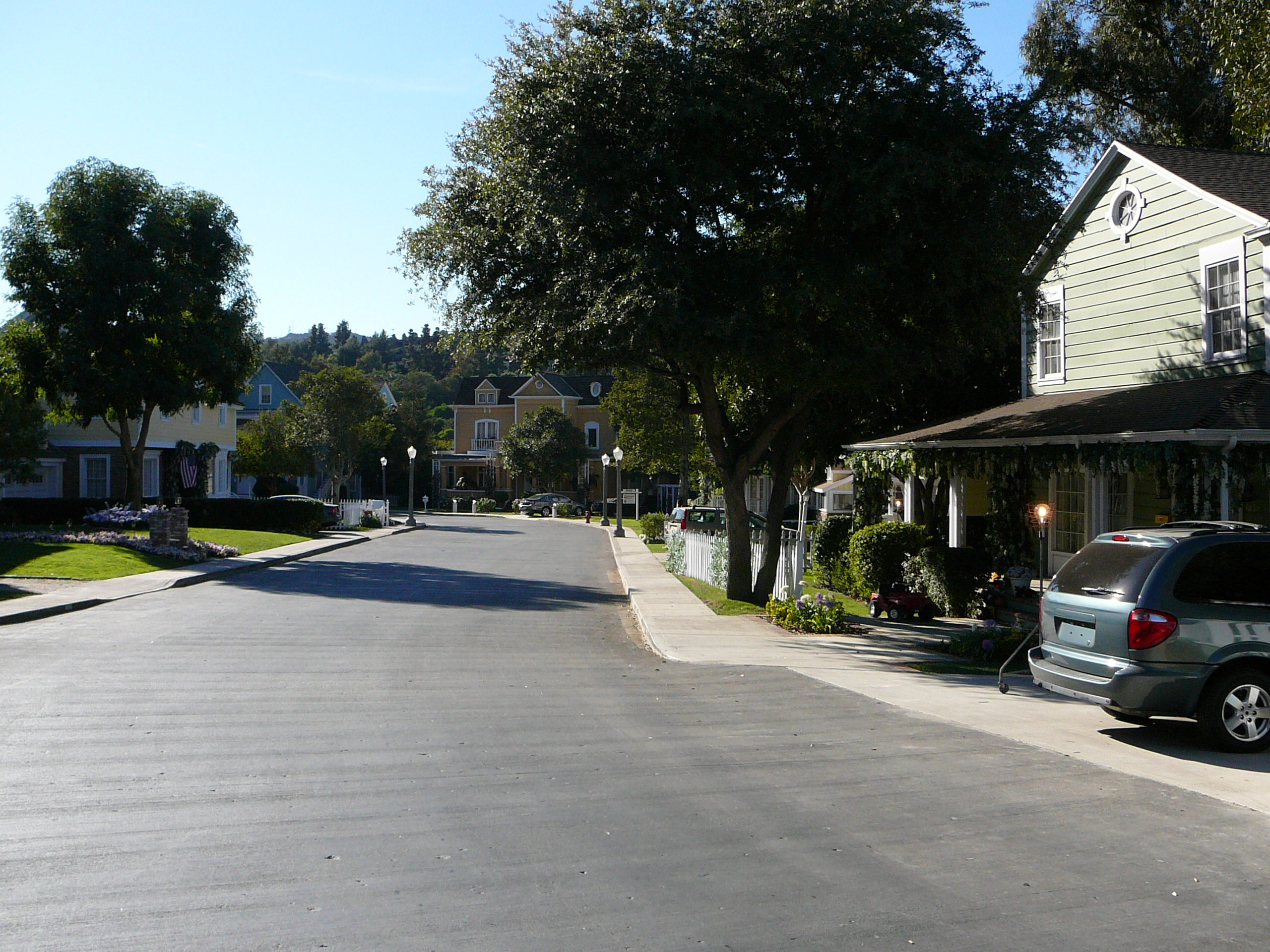
'Wisteria Lane' met
rechts: huis van familie Scavo
rechtdoor: huis van familie Solis
links (met vlag): huis van familie Young
linksachter: huis van Ida Greenberg

| Acteur                  | Karakter               | Woont/Wonen op     |
| ----------------------- | ---------------------- | ------------------ |
| Eva Longoria            | Gabrielle Solis        | Wisteria Lane 4349 |
| Ricardo Antonio Chavira | Carlos Solis           | Wisteria Lane 4349 |
| Daniella Baltodano      | Celia Solis            | Wisteria Lane 4349 |
| Madison De La Garza     | Juanita Solis          | Wisteria Lane 4349 |
| Felicity Huffman        | Lynette Scavo          | Wisteria Lane 4355 |
| Doug Savant             | Tom Scavo              | Wisteria Lane 4355 |
| Max Carver              | Preston Scavo          | Wisteria Lane 4355 |
| Charlie Carver          | Porter Scavo           | Wisteria Lane 4355 |
| Joshua Moore            | Parker Scavo           | Wisteria Lane 4355 |
| Kendall Applegate       | Penny Scavo            | Wisteria Lane 4355 |
| -                       | Paige Scavo            | Wisteria Lane 4355 |
| Teri Hatcher            | Susan Delfino          | Wisteria Lane 4353 |
| James Denton            | Mike Delfino           | Wisteria Lane 4353 |
| Mason Vale Cotton       | Maynard 'M.J.' Delfino | Wisteria Lane 4353 |
| Marcia Cross            | Bree Van de Kamp       | Wisteria Lane 4354 |
| Tuc Watkins             | Bob Hunter             | Wisteria Lane 4351 |
| Kevin Rahm              | Lee McDermott          | Wisteria Lane 4351 |
| Kathryn Joosten         | Karen McCluskey        | Wisteria Lane 4358 |
| Vanessa Williams        | Renée Perry            | Wisteria Lane 4362 |
| Brenda Strong           | Mary Alice Young       | (overleden)        |

Legenda
 = Hoofdrol
 = Bijrol
 = Gastrol
 = Geen rol
| Teri Hatcher            | Susan Delfino        | 23 | 24 | 23 | 17 | 24 | 23 | 23 | 24 | 180 |
| Eva Longoria            | Gabrielle Solis      | 23 | 24 | 23 | 17 | 24 | 23 | 23 | 24 | 180 |
| Felicity Huffman        | Lynette Scavo        | 23 | 24 | 23 | 17 | 24 | 23 | 23 | 24 | 180 |
| Marcia Cross            | Bree Van de Kamp     | 23 | 24 | 16 | 17 | 24 | 23 | 23 | 24 | 173 |
| James Denton            | Mike Delfino         | 22 | 22 | 22 | 16 | 23 | 23 | 17 | 16 | 161 |
| Doug Savant             | Tom Scavo            | 18 | 21 | 23 | 17 | 24 | 23 | 23 | 18 | 167 |
| Ricardo Antonio Chavira | Carlos Solis         | 22 | 23 | 21 | 17 | 23 | 21 | 22 | 18 | 167 |
| Brenda Strong           | Mary Alice Young     | 23 | 24 | 23 | 17 | 23 | 23 | 23 | 24 | 179 |
| Andrea Bowen            | Julie Mayer          | 22 | 21 | 16 | 14 | 1  | 11 | 1  | 7  | 93  |
| Nicolette Sheridan      | Edie Britt           | 16 | 20 | 23 | 15 | 20 |    |    |    | 94  |
| Shawn Pyfrom            | Andrew Van de Kamp   | 10 | 12 | 16 | 11 | 14 | 9  | 4  | 1  | 77  |
| Joy Lauren              | Danielle Van de Kamp | 10 | 21 | 15 | 4  | 2  | 1  | 1  | 1  | 55  |
| Mark Moses              | Paul Young           | 20 | 13 | 3  |    |    | 1  | 21 | 1  | 59  |
| Cody Kasch              | Zach Young           | 16 | 15 | 4  |    |    |    | 3  |    | 38  |
| Steven Culp             | Rex Van de Kamp      | 23 | 3  | 1  |    | 1  |    | 1  | 2  | 31  |
| Jesse Metcalfe          | John Rowland         | 15 | 4  | 1  | 1  |    | 2  |    |    | 23  |
| Kathryn Joosten         | Karen McCluskey      | 2  | 7  | 14 | 10 | 15 | 12 | 17 | 10 | 87  |
| Zane Huett              | Parker Scavo #1      | 16 | 20 | 17 | 12 |    | 1  |    |    | 66  |
| Brent Kinsman           | Preston Scavo #1     | 21 | 19 | 15 | 13 | 1  | 1  | 1  |    | 71  |
| Shane Kinsman           | Porter Scavo #1      | 21 | 19 | 15 | 13 | 1  | 1  | 1  |    | 71  |
| Kyle MacLachlan         | Orson Hodge          |    | 4  | 17 | 17 | 24 | 18 | 2  | 3  | 85  |
| Dana Delany             | Katherine Mayfair    |    |    |    | 16 | 23 | 15 |    | 1  | 55  |
| Kevin Rahm              | Lee McDermott        |    |    |    | 7  | 9  | 11 | 18 | 8  | 53  |
| Tuc Watkins             | Bob Hunter           |    |    |    | 7  | 7  | 10 | 12 | 6  | 42  |
| Joshua Logan Moore      | Parker Scavo #2      |    |    |    |    | 8  | 13 | 12 | 6  | 39  |
| Max Carver              | Preston Scavo #2     |    |    |    |    | 8  | 5  | 9  | 2  | 24  |
| Charlie Carver          | Porter Scavo #2      |    |    |    |    | 12 | 14 | 11 | 4  | 41  |
| Madison De La Garza     | Juanita Solis        |    |    |    |    | 18 | 17 | 16 | 12 | 63  |
| Daniella Baltodano      | Celia Solis          |    |    |    | 1  | 16 | 12 | 11 | 10 | 50  |
| Vanessa Williams        | Renée Perry          |    |    |    |    |    |    | 22 | 23 | 45  |

### Medewerkers
- Muziek: Steve Jablonsky (Hoofdthema: Danny Elfman)
- Regie: Larry Shaw, Arlene Sanford, Bethany Rooney, David Warren, David Grossman
- Uitvoerend Producent: Marc Cherry

## Nominaties en prijzen
De serie is vaak genomineerd voor allerhande prijzen, waaronder de American Cinema Editor's Awards, Art Director's Guild Awards, BMI Film and TV Awards, Banff Television Festival, Costume Designer's Guild Awards, Directors Guild of America Awards, Primetime Emmy Awards, Golden Globe Awards, Golden Satellite Awards, Imagen Foundation Awards, Motion Picture Sound Editor's Awards, People's Choice Awards, Prism Awards, Screen Actors Guild Awards, Teen Choice Awards, Television Critics Association Awards, de Young Artist Awards en de Nymphe d'or van het Festival de télévision de Monte-Carlo.
De serie won in de volgende categorieën:
- Art Director's Guild Awards
  - 2005 - Single Camera Television Series (voor de aflevering: "Ah, But Underneath")
- BMI Film and TV Awards
  - 2005 - BMI TV Music Award
- Banff Television Festival
  - 2005 - Best Continuing Series (voor de pilotaflevering)
- Emmy Awards
  - 2005 - Outstanding Lead Actress in a Comedy Series (Felicity Huffman)
  - 2005 - Outstanding Directing for a Comedy Series (voor de pilotaflevering)
  - 2005 - Outstanding Guest Actress in a Comedy Series (Kathryn Joosten)
  - 2005 - Outstanding Casting for a Comedy Series
  - 2005 - Outstanding Main Title Theme Music
  - 2005 - Outstanding Single-Camera Picture Editing for a Comedy Series (voor de pilotaflevering)
  - 2008 - Outstanding Guest Actress in a Comedy Series (Kathryn Joosten)
- Golden Globe Awards
  - 2005 - Best Television Comedy Series
  - 2005 - Best Actress in a Television Comedy Series (Teri Hatcher)
  - 2006 - Best Television Comedy Series
- Golden Satellite Awards
  - 2005 - Best Television Comedy Series
  - 2006 - Best Actress in a Comedy Series (Felicity Huffman)
  - 2007 - Best Actress in a Comedy Series (Marcia Cross)
- People's Choice Awards
  - 2005 - Favorite New Television Drama
  - 2007 - Favorite Television Actress (Eva Longoria)
- Screen Actors Guild Awards
  - 2005 - Uitstekende prestatie door een ensemble in een komedieserie (Main Title Cast Members)
  - 2005 - Uitstekende prestatie door een vrouwelijke acteur in een komedieserie (Teri Hatcher)
  - 2006 - Uitstekende prestatie door een ensemble in een komedieserie (Main Title Cast Members)
  - 2006 - Uitstekende prestatie door een vrouwelijke acteur in een komedieserie (Felicity Huffman)
- Teen Choice Awards
  - 2005 - Choice TV Breakout Show
  - 2005 - Choice TV Breakout Actor (Jesse Metcalfe)
  - 2005 - Choice TV Breakout Actress (Eva Longoria)
  - 2005 - Choice V-Cast
- Television Critics Association Awards
  - 2005 - Program of the Year
- Young Artist Awards
  - 2005 - Best Young Actor Age Ten or Younger in a Comedy or Drama TV Series (Zane Huett)
- Festival de télévision de Monte-Carlo
  - 2008 - Nymphe d'or voor beste comedyserie
  - 2009 - Nymphe d'or voor beste comedyserie
  - 2010 - Nymphe d'or voor beste comedyserie

## Media

### Dvd

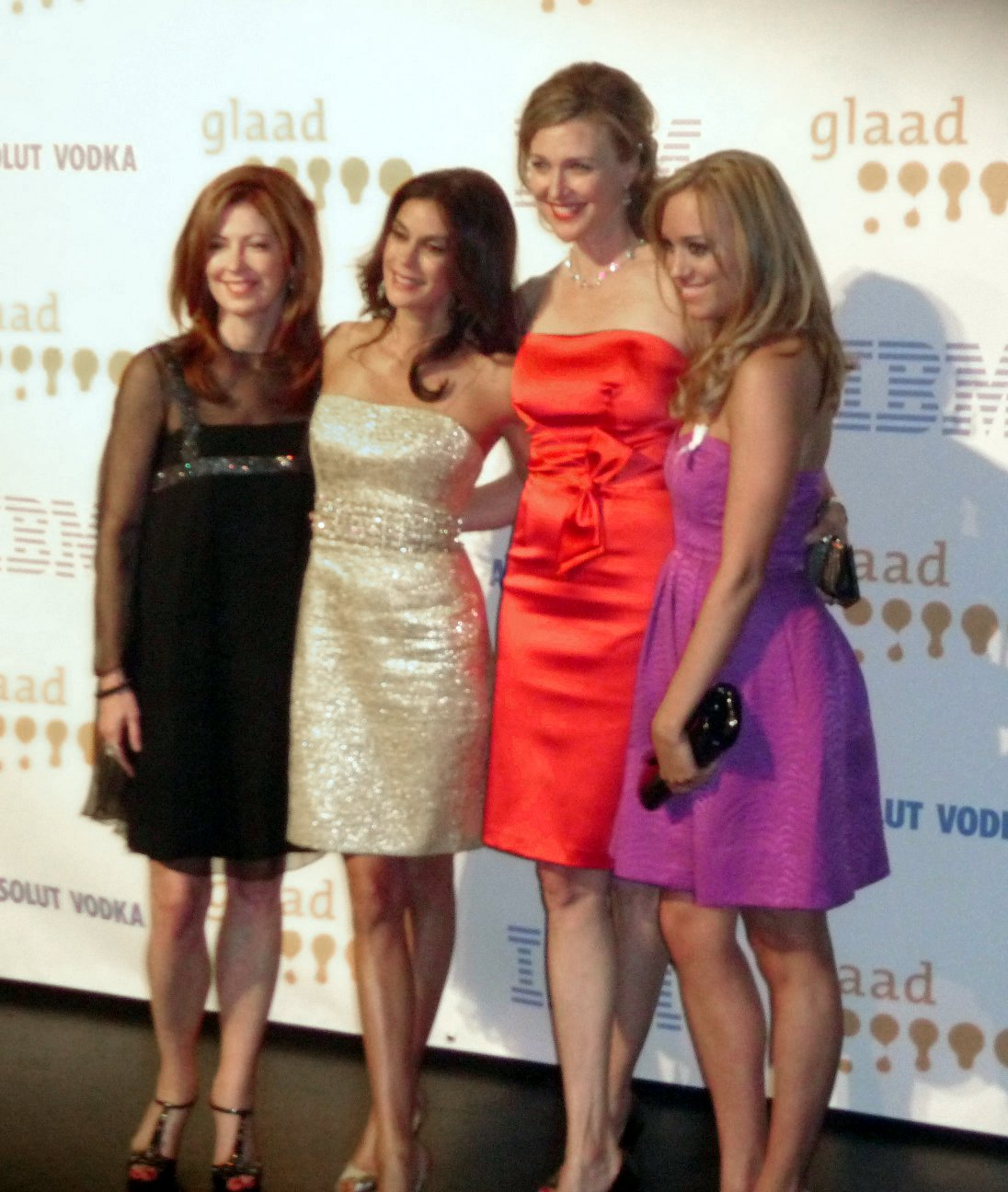
Dana Delany, Teri Hatcher, Brenda Strong en Andrea Bowen in 2008

Alle seizoenen in de Benelux verkrijgbaar.
| Dvd                                                             | Reg. 1            | Reg. 2            | Aantal afleveringen |
| --------------------------------------------------------------- | ----------------- | ----------------- | ------------------- |
| Volledig Eerste Seizoen                                         | 20 september 2005 | 10 oktober 2005   | 23                  |
| Volledig Tweede Seizoen (The Extra Juicy Edition)               | 29 augustus 2006  | 13 november 2006  | 24                  |
| Volledig Derde Seizoen (The Dirty Laundry Edition)              | 4 september 2007  | 5 november 2007   | 23                  |
| Volledig Vierde Seizoen (The Sizzling Secrets Edition)          | 2 september 2008  | 26 november 2008  | 17                  |
| Volledig Vijfde Seizoen (The Red Hot Edition)                   | 1 september 2009  | 25 november 2009  | 24                  |
| Volledig Zesde Seizoen (The All Mighty Edition)                 | 21 september 2010 | 1 december 2010   | 23                  |
| Volledig Zevende Seizoen (The Wild, Wild Wisteria Edition)      | 30 augustus 2011  | 31 oktober 2011   | 23                  |
| Volledig Achtste Seizoen (The Complete Eighth and Final Season) | 25 september 2012 | 24 september 2012 | 23                  |
| Volledige boxset (Complete Collection)                          | 25 september 2012 | 5 december 2012   | 180                 |

### Cd
Music from and Inspired by Desperate Housewives is de soundtrack, uitgebracht in 2005 door Universal Music.
Tracks
- "Mary Alice" - Mary Alice Young
- "God Bless the American Housewife" - SHeDAISY
- "Edie" - Edie Britt
- "Shoes" - Shania Twain
- "Band of Gold" - Anna Nalick
- "Lynette" - Lynette Scavo
- "Mothers Little Helper" - Liz Phair
- "Mrs. Robinson" - Indigo Girls
- "Harper Valley P.T.A." - Martina McBride
- "Bree" - Bree Van de Kamp
- "We're Running Out of Time" - LeAnn Rimes
- "Treat Me Right (I'm Yours For Life)" - Joss Stone
- "Ones on the Way" - Sara Evans
- "Gabrielle" - Gabrielle Solis
- "Boom Boom" - Macy Gray
- "Young Hearts Run Free" - Gloria Estefan
- "Susan" - Susan Mayer
- "Damsel in Distress" - Idina Menzel
- "Dream of the Everyday Housewife" - K.d. lang
- "Mary Alice" - Mary Alice Young
- "Desperate Housewives Theme" - Danny Elfman

### Computerspel
Disney Interactive bedacht een spel over deze televisieserie in opdracht van ABC. In het Desperate Housewives-computerspel is de speler de nieuwe buurvrouw en langzamerhand komt hij of zij achter alle geheimen die de buurt heeft. Het spel kwam uit op 13 oktober 2006.

## Trivia
- Na een uitstekend eerste seizoen (een gemiddelde van 23,7 miljoen kijkers per aflevering) daalden de kijkcijfers in het tweede seizoen (deels ook te wijten aan de minder sterke scripts) tot 22,2 miljoen kijkers. Het derde seizoen bleef stabiel en het vierde was dat ook. Daarna gingen de kijkcijfers iets naar beneden, maar die daling was een algemene trend die een impact had op alle televisieprogramma's. De serie deed het in zijn zevende seizoen nog altijd meer dan behoorlijk. De finale in 2012 was de best bekeken finale van dat televisieseizoen in de Verenigde Staten.
- Door de staking van scenaristen in de Verenigde Staten lagen de opnames van seizoen 4 stil van november 2007 tot februari 2008. Daardoor werd dat seizoen ingekort tot 17 afleveringen (in plaats van 23).
- In Argentinië en in Colombia-Ecuador worden er lokale versies van het programma gemaakt, onder de titel Amas de Casa Desesperadas. De verhaallijnen zijn identiek aan de Amerikaanse. Disney en ABC hebben tevens een deal gesloten met de Amerikaanse zender Univision om ook in de Verenigde Staten een Spaanstalige versie van het programma op de buis te brengen, met dezelfde titel als in de andere landen.
- Eva Longoria zei in The Oprah Winfrey Show te hopen dat Desperate Housewives wat kon doen voor getrouwde vrouwen, zoals Sex and the City dat deed voor singles.